# Francisco Gómez-Jordana Sousa
Francisco Gómez-Jordana Sousa I comte de Jordana (Madrid, 1 de febrer de 1876 - Sant Sebastià, 3 d'agost de 1944) va ser un militar espanyol, president de la Junta Tècnica de l'Estat del bàndol nacional durant la Guerra Civil Espanyola i ministre d'Afers exteriors durant la dictadura. Fill del també tinent general del mateix nom, Francisco Gómez Jordana.

## Biografia

### Cuba
Va participar en la guerra de Cuba i en les campanyes desenvolupades al Marroc a principis del segle xx. Era gentilhome de cambra amb exercici del Rei Alfons XIII des de 1919.

### Directori
Va formar part del Directori Militar de Miguel Primo de Rivera durant la dictadura amb el rang de general, amb responsabilitats sobre el Marroc i Colònies. En la seva qualitat de membre del Directori va ser l'estrateg a la planificació i execució del desembarcament d'Alhucemas. El rei Alfons XIII li concedeix el 1925 el comtat de Jordana per la seva actuació destacada en el Desembarcament d'Alhucemas. Tres anys més tard va ser nomenat Alt Comissari Espanyol al Marroc, ja com a tinent general. Va ser empresonat després de la proclamació de la Segona República.
| « | «...De curta talla i aire tranquil, era home íntegre professionalment i de gran honradesa personal (va morir sense un cèntim), provocant sincers tributs d'admiració de Sir Robert Hodgson, agent britànic a Salamanca i Burgos; de sir Samuel Hoare (lord Templewood) posterior ambaixador anglès, i de Mr. Carlton Hayes, l'ambaixador nord-americà, en els seus respectius llibres...» | » |

Durant la Dictadura de Primo de Rivera fou membre de l'Assemblea Nacional Consultiva, com a Representant de l'Estat.

### Segona República i Guerra Civil
Amb la proclamació de la República, coherent amb la seva condició de monàrquic, va presentar la seva dimissió al president Niceto Alcalá Zamora i es va retirar del servei actiu acollint-se a la Llei Azaña. Fou inhabilitat per a l'exercici de càrrecs públics. Membre de la Unión Militar Española, sent el militar de major rang de l'exèrcit espanyol no es va unir al cop militar que va donar lloc a la Guerra Civil. No obstant això durant el conflicte va ocupar la Presidència de la Junta Tècnica de l'Estat i de l'Alt Tribunal de Justícia Militar i amb la formació del primer govern franquista, la Vicepresidència del Govern i Ministeri d'Afers exteriors.

### Dictadura franquista
En finalitzar la Guerra Civil cessa al Govern passant a ocupar la Presidència del Consell d'Estat. Durant la Segona Guerra Mundial el general Franco el nomenà novament ministre d'Afers exteriors amb l'objecte de pilotar la neutralitat espanyola en el conflicte i l'acostament als aliats. El Comte de Jordana va morir el 3 d'agost de 1944, exercí el seu càrrec com a ministre en Sant Sebastià, durant el desenllaç de la II Guerra Mundial.

## Imputat per crims contra la humanitat i detenció il·legal
En 2008, va ser un dels trenta-cinc alts càrrecs del franquisme imputats per l'Audiència Nacional en el sumari instruït per Baltasar Garzón pels presumptes delictes de detenció il·legal i crims contra la humanitat que suposadament haurien estat comesos durant la Guerra civil espanyola i els primers anys del règim de Franco. El jutge va declarar extingida la responsabilitat criminal de Gómez-Jordana quan va rebre constància fefaent de la seva defunció, esdevinguda seixanta-quatre anys abans. La instrucció de la causa va ser tan polèmica que Garzón va arribar a ser acusat de prevaricació, jutjat i absolt pel Tribunal Suprem.

## Obra escrita
- La tramoya de nuestra actuación en Marruecos ISBN 9788487999864.
- Milicia y diplomacia: los diarios del Conde de Jordana 1936-1944[14][15]